# 节奏怪盗R 拿破仑的遗产
《节奏怪盗R 拿破仑的遗产》是世嘉和Xeen合作开发，世嘉发行的节奏类冒险游戏，2012年在任天堂3DS发行。iOS简化移植版于2013年在日本、2014年在西方推出。
《节奏怪盗R》主要获得正面评价，在Metacritic的汇总得分为76。日本杂志《Fami通》打出32/40分。